# Nouvelle Jeunesse
Nouvelle Jeunesse (chinois : 新青年 ; pinyin : Xīn Qīngnián), sous-titrée en français La Jeunesse, est une revue fondée en 1915 par Chen Duxiu à Shanghai. Elle joue un rôle majeur dans l'introduction des idées occidentales, tant libérales que marxistes, en Chine au début du XXe siècle, avant de devenir une revue du Parti communiste chinois.

## Présentation

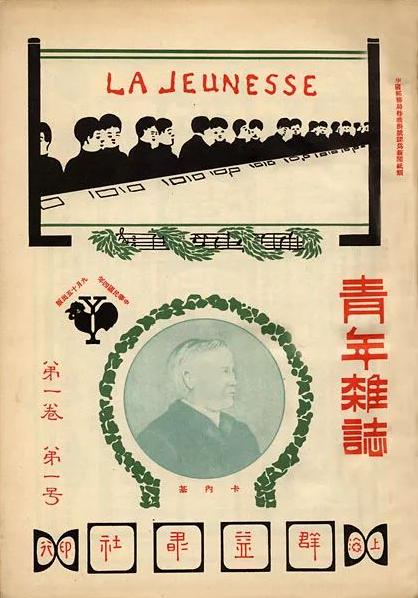
Le Magazine de la jeunesse, premier titre de Nouvelle Jeunesse.

Avec la disparition de la dynastie Qing, la dictature de Yuan Shikai, la pression de l'impérialisme japonais, se produit à partir de 1915-1917 une rupture entre les générations, à l'initiative de la jeunesse étudiante, en particulier celle revenant de l'étranger. Le rejet de la vieille Chine va de pair avec le déferlement des idées occidentales dans le milieu intellectuel, ce qui se manifeste à partir de 1915 d'abord par la création de revues et de sociétés littéraires. La principale de ces revues est Nouvelle Jeunesse, créée à Shanghai en septembre 1915 par Chen Duxiu, sous le titre de Magazine de la jeunesse (Qingnian Zhazhi), avant de changer de titre l'année suivante. Rapidement, la revue rassemble dans son comité de rédaction des intellectuels importants et est lue par la majorité des étudiants chinois (parmi lesquels Mao Zedong). Parmi les intellectuels influents qui ont écrit dans ses colonnes (outre ceux mentionnés dans la suite de l'article), on compte Qian Xuantong, Qu Qiubai, Mao Dun et Liu Bannong.
À partir de 1917, avec la nomination de Chen Duxiu à l'université de Pékin, la revue est publiée à Pékin.
C'est avec Nouvelle Jeunesse que débute le Mouvement pour la nouvelle culture qui connaît son apogée avec le Mouvement du 4 Mai 1919.

### Antitraditionaliste et occidentaliste
Le premier article de Chen est un « Appel à la jeunesse », opposant à la tradition chinoise et à la morale confucéenne le modernisme occidental. Les valeurs confucéennes sont confrontées aux valeurs occidentales (telles que Chen Duxiu les imagine) : la servilité à l'indépendance, la routine au progrès, la réserve au dynamisme, l'isolationnisme à l'internationalisme, le formalisme au caractère pratique, l'imagination à la science,. Cet appel à la jeunesse est placé sous les auspices de la démocratie et de la science.
D'orientation libérale, les premiers numéros ouvrent leurs colonnes aux États-Unis, avec la traduction de textes d'auteurs américains et la publication d'articles sur des personnalités américaines. Cet occidentalisme est aussi francophile : un article de Chen Duxiu dans le premier numéro, « Les Français et la civilisation moderne », attribue à la civilisation française trois dons faits à l'humanité : les concepts des droits de l'homme (avec La Fayette), de l'évolution (avec Lamarck) et du socialisme (avec Babeuf, suivi de Saint-Simon et Fourier),.
Nombre de collaborateurs de Nouvelle Jeunesse ont fait des études à l'étranger, contribuant à renforcer l'importance des idées occidentales dans la revue : Chen Duxiu au Japon, et peut-être en France, Hu Shi aux États-Unis, tout comme Chen Hengzhi, seule collaboratrice régulière de la revue à partir de 1918...

### La révolution littéraire
Nouvelle Jeunesse est l'initiatrice de la révolution littéraire, et culturelle, qui marque la Chine contemporaine, avec la parution dans ses colonnes, en janvier 1917, des « Suggestions pour une réforme littéraire » de Hu Shi, étudiant aux États-Unis, manifeste appelant à l'abandon du chinois littéraire au profit du baihua, la langue parlée. Le but est de rendre la littérature accessible à tous, au détriment de l'aristocratie lettrée traditionnelle. Chen Duxiu soutient les propositions de Hu Shi le mois suivant dans un article intitulé « Révolution dans la littérature chinoise ». L'usage du baihua se répand rapidement dans les années qui suivent, jusqu'à devenir majoritaire.
À la suite du manifeste de Hu Shi, Nouvelle Jeunesse elle-même adopte la langue parlée comme langue d'écriture en 1918, et publie, cette même année, la nouvelle le Journal d'un fou de l'écrivain Lu Xun, dénonciation d'une société cannibale et première œuvre littéraire écrite en baihua de la littérature chinoise moderne, et à ce titre considérée comme une œuvre fondatrice.

### La question féminine
Le « problème des femmes », ou « question féminine » (funü wenti), est l'un des thèmes importants abordés par Nouvelle Jeunesse, qui défend l'émancipation féminine et l'égalité entre les sexes, contre la morale confucéenne et ses manifestations dans la société chinoise : mariage arrangé, concubinage, suicide des femmes au nom de la morale... Dès le premier numéro et son « Appel à la jeunesse », Chen Duxiu met sur le même plan émancipation politique, émancipation religieuse, émancipation économique et émancipation du pouvoir des hommes, dans une perspective individualiste.
La question féminine n'est cependant traitée de façon spécifique qu'à partir de 1917, avec l'apparition, en février, d'une rubrique consacrée à ce sujet, dans laquelle sont publiés une série de textes écrits par des femmes,. Cette période est la seule pendant laquelle des femmes s'expriment dans la revue, avec des points de vue variés, voire contradictoires, sur les questions de l'éducation, du mariage ou de l'égalité politique.
En mai 1918 Nouvelle Jeunesse publie un texte, dans une traduction de Zhou Zuoren, de la poétesse japonaise Akiko Yosano condamnant la chasteté imposée aux seules femmes au nom de la morale, et faisant de cette contrainte la source de l'oppression des femmes. L'article provoque quantité de réactions sur le sujet, dont celle de Hu Shi et Lu Xun,.
Un numéro de la revue, en juin 1918, sous la direction de Hu Shi, est entièrement consacré à Henrik Ibsen. La pièce Une maison de poupée y est traduite par Hu Shi lui-même. Nora, l'héroïne de la pièce, est pour Hu Shi, libéral et défenseur de l'individualisme, le symbole de la femme éduquée, indépendante, en rébellion contre la famille féodale. Ibsen et son personnage Nora ont eu une influence considérable dans le milieu intellectuel chinois au cours des années 1920. 
Dans le numéro du 15 février 1919, Li Dazhao publie un article, « Le problème des femmes à l'époque de l'après-guerre », le premier texte en Chine liant l'émancipation des femmes à la lutte des classes. C'est d'ailleurs Li Dazhao qui est le principal introducteur du marxisme en Chine.

### Le marxisme
Les premiers articles consacrés à la Révolution russe de 1917 dans Nouvelle Jeunesse paraissent en 1918, sous la plume de Li Dazhao, mais passent inaperçus. En mai 1919 est publié un numéro spécial entièrement consacré au marxisme, avec une contribution de Li Dazhao, « Ma conception du marxisme ». L'emprisonnement de Chen Duxiu entre juin et septembre, en raison de sa participation au Mouvement du 4 mai, interrompt la parution de Nouvelle Jeunesse entre mai et novembre. Cette interruption n'empêche pas cependant que les idées défendues par Nouvelle Jeunesse soient largement adoptées par le Mouvement du 4 mai.
Les opinions de Chen se radicalisent à cette époque, bien qu'il reste encore un libéral, dans la lignée de la Déclaration d'indépendance de l'esprit, rédigée par Romain Rolland, et dont Nouvelle Jeunesse publie la version chinoise. Mais à partir de 1920, le rôle que Chen Duxiu attribuait à la jeunesse en 1915 est désormais dévolu au monde ouvrier. C'est en cette année que Chen, tout comme Li Dazhao, devient pleinement marxiste. L'orientation radicale donnée à Nouvelle Jeunesse par Chen provoque le départ de Lu Xun, Hu Shi et d'autres rédacteurs libéraux. Nouvelle jeunesse est désormais la première grande revue communiste. Chen Duxiu en laisse la direction à Chen Wangdao, premier traducteur en chinois du Manifeste du parti communiste.
En juillet 1921, Li Dazhao participe à la création du Parti communiste chinois, dont Chen Duxiu est le premier secrétaire général. Nouvelle Jeunesse ancienne manière disparaît en 1922 pour réapparaître en 1923, sous forme trimestrielle, en tant que revue du Parti jusqu'à sa disparition en 1926.